# Суточное мониторирование ЭКГ

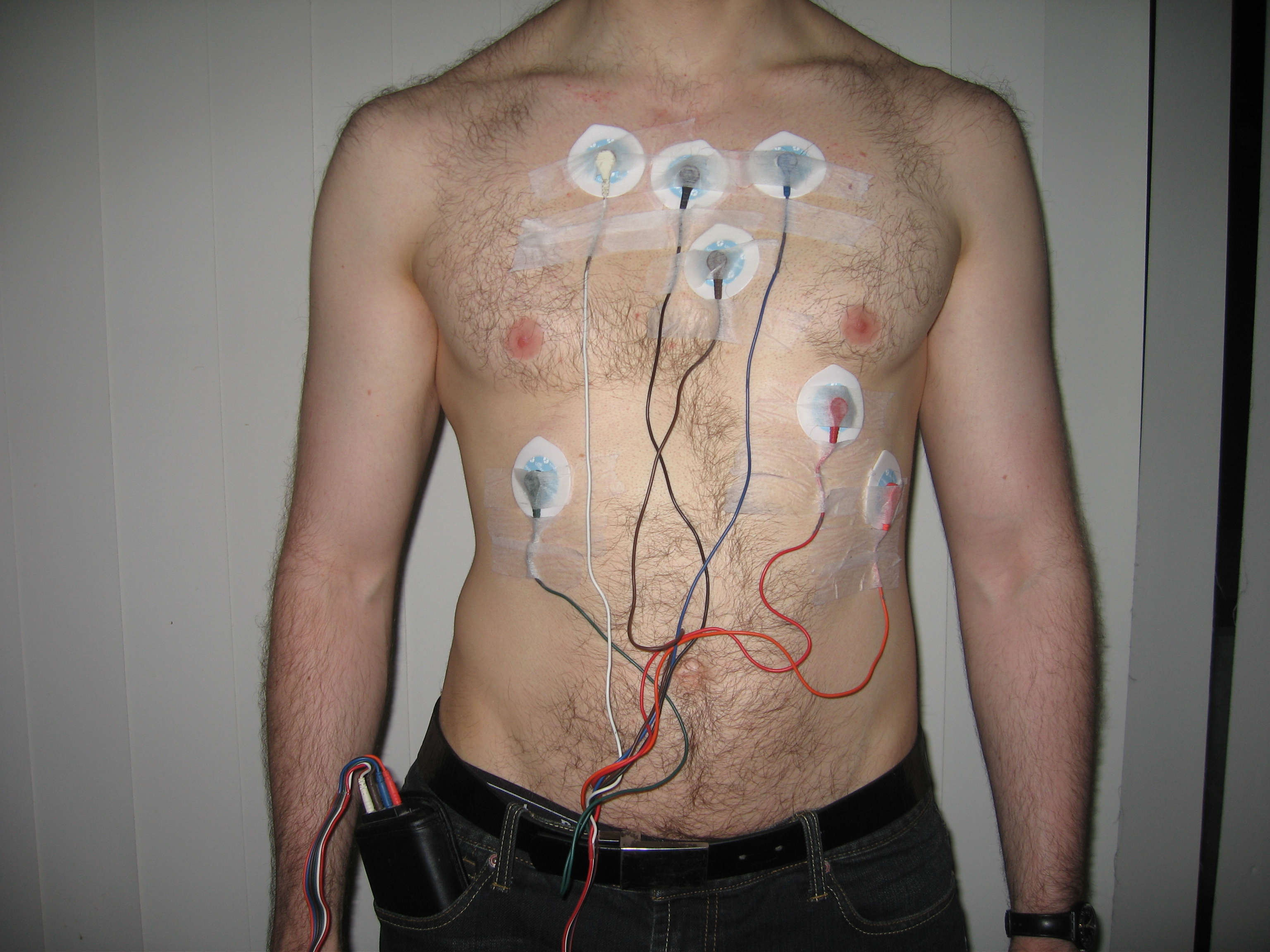
Холтеровский монитор с электродами, предназначенными для записи кардиосигналов, установленный на теле пациента

Су́точное монитори́рование ЭКГ, хо́лтеровское монитори́рование, или длительная регистрация ЭКГ — метод электрофизиологической инструментальной диагностики, предложенный американским биофизиком Норманом Холтером.

## Суть методики
Исследование представляет собой непрерывную регистрацию электрокардиограммы в течение 24 часов и более (48, 72 часа, иногда до 7 суток). Запись ЭКГ осуществляется при помощи специального портативного аппарата — рекордера (регистратора), который пациент носит с собой (на ремне через плечо или на поясе). Запись ведется по 2, 3 или более каналам (до 12 каналов). До сих пор наиболее распространены именно 2- и 3-канальные регистраторы. В ряде случаев имеется возможность при трехканальной записи получить математически восстановленную ЭКГ 12 каналов, что может быть полезно в топической диагностике экстрасистол. Однако такая «восстановленная» ЭКГ и запись 12-канального регистратора может не совпадать с поверхностной ЭКГ 12 отведений, снятой стандартным методом, поэтому данные любой холтеровской записи (в том числе истинной 12-канальной) не могут заменить снятие обычной ЭКГ.
В зависимости от способа хранения записи ЭКГ регистраторы подразделяются на регистраторы на магнитной ленте и с электронной памятью; в зависимости от объема сохраняемой ЭКГ бывают с непрерывной записью и с записью фрагментов (событий).

## Порядок исследования

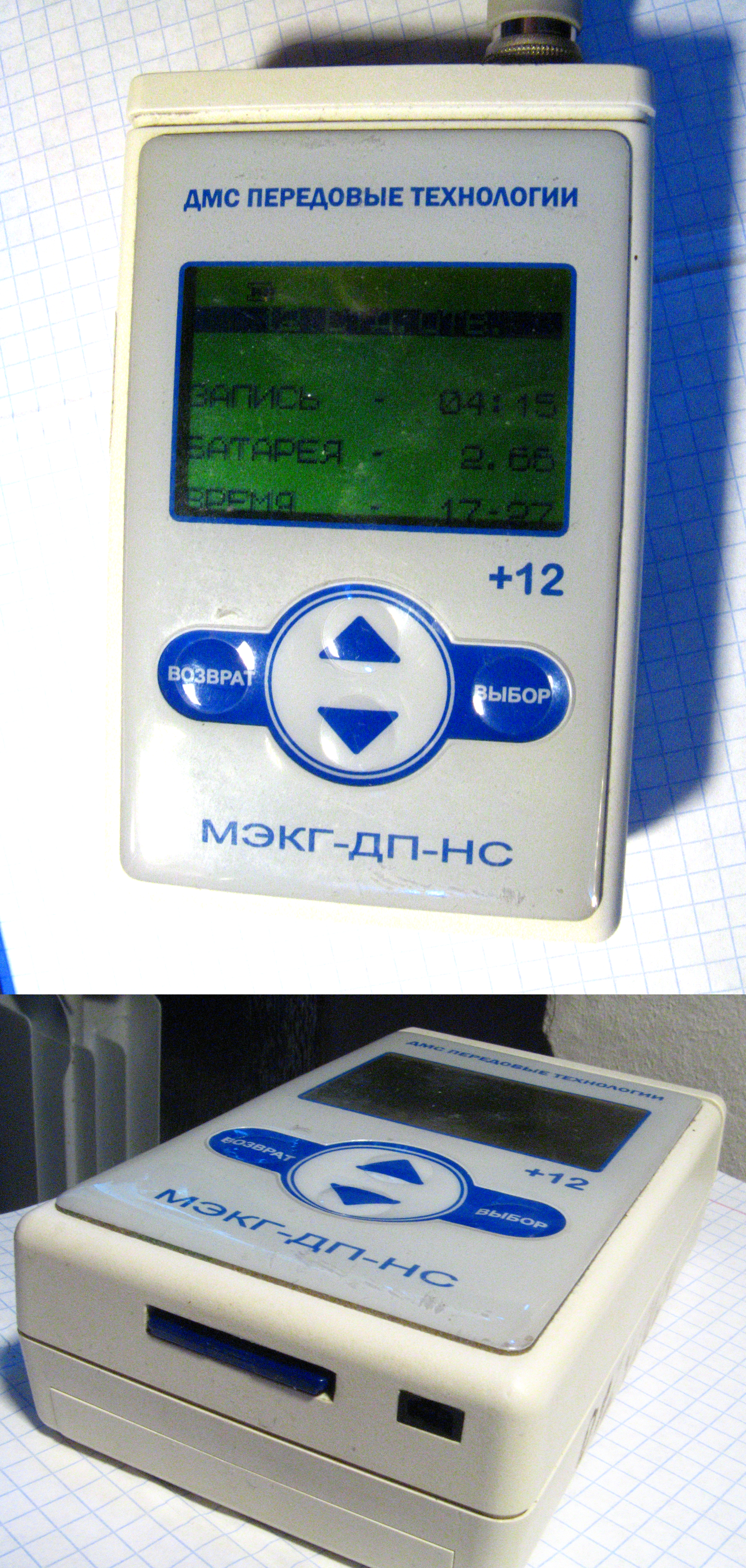
Прибор для суточного мониторирования ЭКГ. Прибор показывает уровень заряда батареек, длительность записи и текущее время. В верхней части прибора расположен провод, ведущий к 10 электродам. На нижней фотографии видны разъёмы для SD-карты (слева) и MiniUSB-провода (справа)

Для осуществления контакта с телом пациента используются одноразовые клейкие электроды. Важна для качественной записи подготовка поверхности кожи: сбривают волосы в месте крепления электродов, кожу обезжиривают и слегка скарифицируют. Это лучше всего выполнять специальной абразивной пастой. Затем кожу протирают спиртом, просушивают и наклеивают электроды. Наилучшие результаты дают специальные электроды для длительного мониторирования с так называемым «твердым гелем», то есть с электролитным гелем, который под действием тепла тела пациента уменьшает вязкость.
Во время исследования пациент ведет свой обычный образ жизни (работает, совершает прогулки и т. п.), отмечая в специальном дневнике время и обстоятельства возникновения неприятных симптомов со стороны сердца, прием лекарств и смену видов физической активности. При этом врач может дать пациенту задания, например, подняться на определённое количество ступеней и отметить выполнение задания нажатием кнопки на мониторе. Таким образом врач сможет проанализировать изменение работы сердца во время физической активности.

## Анализ результатов
Анализ полученной записи осуществляется на дешифраторах, в качестве которых обычно используется компьютер с соответствующим ПО. Современные носимые регистраторы могут сами осуществлять первичную классификацию записанной ЭКГ, что позволяет ускорить процесс её окончательной расшифровки врачом на компьютере. Следует заметить, что любая автоматическая классификация ЭКГ несовершенна, поэтому любая холтеровская запись должна быть просмотрена и откорректирована врачом. Общепринятого сформулированного стандарта на расшифровку не существует, однако там обязательно должны быть указаны:
- сведения о ритме сердца: его источник (источники) и частоты;
- сведения о нарушениях ритма: экстрасистолах наджелудочковых и желудочковых (с указанием количества, морфологии и прочих особенностей), пароксизмах аритмий;
- сведения о паузах ритма;
- сведения об изменениях интервалов PQ и QT, если эти изменения имели место, сведения об изменениях морфологии комплекса QRS, обусловленных нарушениями внутрижелудочковой проводимости;
- сведения об изменениях конечной части желудочкового комплекса (сегмента ST) и о связи этих изменений с физической активностью пациента и его ощущениями по дневнику;
- сведения о работе искусственного водителя ритма — если он есть.

Выявленные особенности или патология должны быть проиллюстрированы распечатками ЭКГ за соответствующий период мониторирования.

## Показания к исследованию
Холтеровское мониторирование — один из популярных методов диагностики нарушений сердечного ритма. Показано пациентам с жалобами на сердцебиение и перебои в работе сердца — для выявления нарушений ритма и проводимости сердца, с неясными обмороками, а также частично для регистрации «немой» (безболевой) ишемии миокарда, для оценки некоторых параметров работы электрокардиостимулятора.
В плане диагностики ИБС результат холтеровского мониторирования в большинстве случаев критерием быть не может.
Следует также помнить, что холтеровское мониторирование, даже многосуточное, не обладает высокой отрицательной предсказующей ценностью, то есть если некий подозреваемый феномен не выявлен при холтеровском мониторировании — это не доказывает отсутствие данного феномена у пациента.
Для выявления редких, но клинически значимых событий могут применяться также способы:
- запись ЭКГ «по требованию» (портативный регистратор, активизируемый нажатием кнопки либо приложением рук и записывающий от одного до трех отведений ЭКГ с помощью электродов, расположенных на нем самом);
- сверхдлительная запись ЭКГ при помощи имплантируемого под кожу устройства (например Reveal XT). Устройство функционирует до 2 лет, запись ЭКГ может быть активизирована пациентом либо самим устройством по ранее запрограммированным критериям.